# Zeuxine bidupensis
Zeuxine bidupensis är en orkidéart som beskrevs av Leonid Vladimirovitj Averjanov. Zeuxine bidupensis ingår i släktet Zeuxine och familjen orkidéer.
Artens utbredningsområde är Vietnam. Inga underarter finns listade i Catalogue of Life.